# 外法
外法（げほう）は、仏教の法である仏法（内法）に対し、それ以外の法のこと。つまり、仏教以外の宗教、仏教から見た異教のこと。外道（げどう）に近い意味を持つ。
ただし、外道とは違い、魔法、魔術、妖術といった意味あいも持つ。
外法（魔法）を使う者という意味で、天狗を外法様と呼ぶ。
人の髑髏を使った妖術とされることもあり、これに使われる髑髏を外法頭（げほうあたま、げほうがしら）と呼ぶ。また、口寄せ等に使われる人形を外法仏（げほうぼとけ、仏は仏像の意）と呼ぶ。